# Sportliche Vereinigung Blau-Weiß 1890 1963-1964
Questa voce raccoglie le informazioni riguardanti la Sportliche Vereinigung Blau-Weiß 1890 nelle competizioni ufficiali della stagione 1963-1964.

## Stagione
Nella stagione 1963-1964 il Blau-Weiss Berlino concluse il campionato di Regionalliga Berlino al 5º posto.

## Rosa
| N. |  | Ruolo | Calciatore |
| -- |  | ----- | ---------- |

## Organigramma societario
Area tecnica
- Allenatore:
- Allenatore in seconda:
- Preparatore dei portieri:
- Preparatori atletici:
- Analisi video:

## Calciomercato

### Sessione estiva
| Acquisti | Acquisti | Acquisti | Acquisti |
| R.       | Nome     | da       | Modalità |
| -------- | -------- | -------- | -------- |

| Cessioni | Cessioni | Cessioni | Cessioni |
| R.       | Nome     | a        | Modalità |
| -------- | -------- | -------- | -------- |

## Risultati

### Regionalliga

#### Girone di andata
| 11 agosto 1963 1ª giornata | Blau-Weiß Berlin | 1 – 0 | Südring Berlino |  |

| 25 agosto 1963 2ª giornata | Spandauer | 3 – 2 | Blau-Weiß Berlin |  |

| 1º settembre 1963 3ª giornata | Wacker 04 Berlino | 5 – 2 | Blau-Weiß Berlin |  |

| 8 settembre 1963 4ª giornata | Blau-Weiß Berlin | 1 – 0 | TeBe Berlino |  |

| 15 settembre 1963 5ª giornata | Blau-Weiß Berlin | 3 – 1 | Union 06 Berlino |  |

| 22 settembre 1963 6ª giornata | Tasmania Berlino | 4 – 0 | Blau-Weiß Berlin |  |

| 29 settembre 1963 7ª giornata | Reinickendorfer Füchse | 2 – 0 | Blau-Weiß Berlin |  |

| 6 ottobre 1963 8ª giornata | Blau-Weiß Berlin | 4 – 1 | Hertha Zehlendorf |  |

| 13 ottobre 1963 9ª giornata | Berliner SV 1892 | 2 – 2 | Blau-Weiß Berlin |  |

| 27 ottobre 1963 10ª giornata | Blau-Weiß Berlin | 1 – 2 | Wacker 04 Berlino |  |

| 10 novembre 1963 11ª giornata | TeBe Berlino | 0 – 0 | Blau-Weiß Berlin |  |

| 17 novembre 1963 12ª giornata | Blau-Weiß Berlin | 1 – 5 | Spandauer |  |

| 24 novembre 1963 13ª giornata | Union 06 Berlino | 1 – 4 | Blau-Weiß Berlin |  |

#### Girone di ritorno
| 1º dicembre 1963 14ª giornata | Blau-Weiß Berlin | 0 – 3 | Tasmania Berlino |  |

| 8 dicembre 1963 15ª giornata | Blau-Weiß Berlin | 1 – 1 | Reinickendorfer Füchse |  |

| 5 gennaio 1964 16ª giornata | Blau-Weiß Berlin | 0 – 0 | Berliner SV 1892 |  |

| 12 gennaio 1964 17ª giornata | Südring Berlino | 5 – 2 | Blau-Weiß Berlin |  |

| 2 febbraio 1964 18ª giornata | TeBe Berlino | 3 – 1 | Blau-Weiß Berlin |  |

| 16 febbraio 1964 19ª giornata | Hertha Zehlendorf | 1 – 0 | Blau-Weiß Berlin |  |

| 23 febbraio 1964 20ª giornata | Blau-Weiß Berlin | 1 – 1 | Berliner SV 1892 |  |

| 1º marzo 1964 21ª giornata | Wacker 04 Berlino | 2 – 0 | Blau-Weiß Berlin |  |

| 15 marzo 1964 22ª giornata | Reinickendorfer Füchse | 0 – 2 | Blau-Weiß Berlin |  |

| 5 aprile 1964 23ª giornata | Blau-Weiß Berlin | 1 – 5 | Tasmania Berlino |  |

| 12 aprile 1964 24ª giornata | Blau-Weiß Berlin | 1 – 4 | Hertha Zehlendorf |  |

| 19 aprile 1964 25ª giornata | Blau-Weiß Berlin | 2 – 1 | Spandauer |  |

| 3 maggio 1964 26ª giornata | Union 06 Berlino | 1 – 2 | Blau-Weiß Berlin |  |

| 10 maggio 1964 27ª giornata | Blau-Weiß Berlin | 3 – 2 | Südring Berlino |  |

## Statistiche

### Statistiche di squadra
| Competizione         | Punti | In casa | In casa | In casa | In casa | In casa | In casa | In trasferta | In trasferta | In trasferta | In trasferta | In trasferta | In trasferta | Totale | Totale | Totale | Totale | Totale | Totale | DR  |
| Competizione         | Punti | G       | V       | N       | P       | Gf      | Gs      | G            | V            | N            | P            | Gf           | Gs           | G      | V      | N      | P      | Gf     | Gs     | DR  |
| -------------------- | ----- | ------- | ------- | ------- | ------- | ------- | ------- | ------------ | ------------ | ------------ | ------------ | ------------ | ------------ | ------ | ------ | ------ | ------ | ------ | ------ | --- |
| Regionalliga Berlino | 23    | 14      | 6       | 3       | 5       | 20      | 26      | 13           | 3            | 2            | 8            | 17           | 29           | 27     | 9      | 5      | 13     | 37     | 55     | -18 |
| Totale               | 23    | 14      | 6       | 3       | 5       | 20      | 26      | 13           | 3            | 2            | 8            | 17           | 29           | 27     | 9      | 5      | 13     | 37     | 55     | -18 |

### Andamento in campionato
| Giornata  | 1 | 2 | 3 | 4 | 5 | 6 | 7 | 8 | 9 | 10 | 11 | 12 | 13 | 14 | 15 | 16 | 17 | 18 |
| --------- | - | - | - | - | - | - | - | - | - | -- | -- | -- | -- | -- | -- | -- | -- | -- |
| Luogo     | C | T | T | C | C | T | T | C | T | C  | T  | C  | T  | C  | C  | C  | T  | T  |
| Risultato | V | P | P | V | V | P | P | V | N | P  | N  | P  | V  | P  | N  | N  | P  | P  |
| Posizione | 3 | 4 | 7 | 5 | 4 | 5 | 6 | 5 | 5 | 6  | 6  | 6  | 6  | 6  | 6  | 5  | 5  | 5  |

Legenda:

Luogo: C = Casa; T = Trasferta. Risultato: V = Vittoria; N = Pareggio; P = Sconfitta.